# All Parties Hurriyet Conference

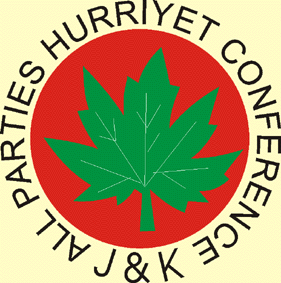
Emblema de la Hurriyet Conference

All Parties Hurriyet Conference (APHC) fou una aliança de partits musulmans de Caixmir formada el 9 de març de 1993. És favorable a la unió de Caixmir al Pakistan. El nom al Pakistan es All-Party Hurriyat Conference, i realment és una organització pakistanesa encara que les branques dels partits musulmans a Jammu i Caixmir tenen una organització identica.
Els 26 membres constituents foren:
- Aawami Action Committee
- Jamaat-e-Islami
- Jammu and Kashmir People's Conference
- Muslim Conference
- Jammu & Kashmir Liberation Front
- People's League
- Ittihad-ul Muslimeen
- All Jammu & Kashmir Employees' Confederation
- Employees and Workers Confederation
- Anjaman-e-Tablig-ul Islam
- Liberation Council
- Jamiat-e-Ahle Hadith
- Kashmir Bazme Tawheed
- Jamiat-e-Hamdania
- Kashmir Bar Association
- Political Conference
- Tehreek-e-Huriati Kashmiri
- Jamiate Ulama-E-Islam
- Anjamani Auqafi Jama Masjid
- Muslim Khawateen Markaz
- Jammu and Kashmir Human Rights Committee
- Jammu and Kashmir People's Basic Rights (Protection) Committee
- Employees & Workers Confederation (grup Arsawi)
- Students Islamic League
- Islamic Study Circle
- Auquaf Jama Masjid

Els seus líders el 2003 eren Syed Ali Shah Geelani i Mirwaiz Umar Farooq, cada un dels quals dirigia una facció (radical i moderada) que es van separar el 7 de setembre del 2003 quan els seguidors de Gelani van deposar el president Maulana Mohammad Abbas Ansari i el van substituir per Massarat Alam La facció de Gelani va agafar el nom de Tehrik-e-Hurriat-e-Kashmir.
La facció de Gelani té com a principals membres a:
- Awami Action Committee
- Ittihad-ul-Muslimeen
- Partit de la Conferència Popular (People's Conference)
- Muslim Conference
- Fron Popular Polític (People's Political Front)
- Jammu and Kashmir Liberation Forum
- Khawateen-e-Kashmir;
- Democratic Freedom Party (una facció)
- Islamic Political Party
- Republican Party
- People's Political Conference
- People's Conference facció Bilal Lone
- Tableegul Islam
- Allama Iqbal Students Union
- Amuatai-e-Islami

Mirwaiz Umar Farooq fou designat president el 8 d'agost del 2004 després de la dimissió de Maulana Abbas Ansari el 7 de juliol del 2004.